# Relations entre l'Afrique du Sud et l'Irlande
Il existe une relation bilatérale historique et actuelle entre l'Irlande et l'Afrique du Sud. Les deux pays ont établi des ambassades dans leurs capitales administratives respectives, à Dublin et à Pretoria. L’ambassade d’Irlande en Afrique du Sud supervise également des activités en république démocratique du Congo et au Zimbabwe.
L'ancien président de l'Afrique du Sud, Jacob Zuma (en exercice de 2009 à 2018) a déclaré qu'il existait une « relation spéciale » entre les deux pays. En 2006, l'Afrique du Sud était le trente-troisième partenaire commercial de l'Irlande et, en 2008, les échanges commerciaux entre les deux pays représentaient plus de 500 millions d'euros par an, selon RTÉ,.

## Histoire
Les missionnaires irlandais ont travaillé en Afrique du Sud avant 1860.
L'ouverture des relations bilatérales a été fortement envisagée par les deux gouvernements dans les années 1930 et 1940, à la suite de la visite d'État du Premier ministre sud-africain, JBM Hertzog, à Dublin, en 1930.
À cette époque, les relations entre les deux « dominions agités » étaient particulièrement cordiales, fondées également sur une identification nationaliste irlandaise antérieure à la cause des Boers lors de la guerre de 1899-1902 en Afrique du Sud, mais des considérations de coût financier empêchèrent un échange de hauts commissaires. Néanmoins, il y eut des visites privées régulières des hauts-commissaires sud-africains basés à Londres (Royaume-Uni), notamment Charles te Water dans les années 1930 et le Dr. AL Geyer, qui étaient invités par le Taoiseach (chef du gouvernement irlandais) Éamon de Valera en 1952.
Dès le début des années 1960, l’Irlande s’opposa avec véhémence à l’apartheid en Afrique du Sud. Cette position de principe de la part de l'Irlande empêcha toute amélioration des relations. Par conséquent, jusqu'en 1993, l'Irlande fut le seul pays de l'Union européenne à ne pas avoir de relations diplomatiques complètes avec l'Afrique du Sud.
En 1988, le sud-africain Nelson Mandela, alors dissident (mais qui deviendra président des années plus tard), a reçu le prix de la liberté de la ville de Dublin, alors qu'il était prisonnier politique. Son prix lui fut remis lors de sa libération en 1990. Les relations diplomatiques entre les deux pays ont été établies en 1994.
Un échange d'ambassadeurs avait été convenu lors de la visite officielle du président Frederik de Klerk en Irlande en 1991, malgré les protestations violentes du Mouvement irlandais anti-apartheid, dirigé par Kader et Louise Asmal, qui considéraient ces relations comme prématurées. L'ambassade d'Irlande a ouvert ses portes à Pretoria en 1994.
En novembre 2003, alors qu'il se rendait en Afrique en tant que ministre irlandais des Affaires étrangères, Brian Cowen avait promis au président sud-africain Thabo Mbeki que l'Irlande mettrait en lumière les problèmes de l'Afrique lors de son accession à la présidence du Conseil de l'Union européenne en janvier 2004.
La vice-présidente sud-africaine, Phumzile Mlambo-Ngcuka, et de nombreux autres ministres sud-africains rencontrèrent la présidente irlandaise Mary McAleese, le Taoiseach Bertie Ahern et d'autres responsables irlandais à Dublin, en novembre 2006. Ils étaient venu examiner le boom économique de l'Irlande (le tigre celtique).
En septembre 2006, Micheál Martin dirigea une mission commerciale en Afrique du Sud. Plusieurs contrats furent alors signés entre les deux pays.
En janvier 2008, Bertie Ahern et Micheál Martin dirigèrent une nouvelle mission commerciale de trois jours en Afrique du Sud. ESB International et Eskom signèrent un nouveau contrat de 4,5 millions d'euros au siège social d'Eskom à Johannesbourg. D'autres accords commerciaux entre les deux pays ont également été conclus.

### Le programme Aid Irlande-Afrique du Sud
Le programme Aid Irlande-Afrique du Sud a été mis en place par le gouvernement irlandais en 1994.
Le Niall Mellon Township Trust est opérationnel depuis 2002 et organise chaque année une campagne-éclair sur les bâtiments visant à améliorer la vie des habitants des villages d’Afrique du Sud. Quinze mille maisons ont été construites entre 2002 et 2010.
Lors d'un séjour en Afrique du Sud en 2008, le Taoiseach Bertie Ahern s'est rendu sur le site de l'une de ces campagnes-éclair.
En novembre 2010, le président sud-africain Jacob Zuma a organisé une réception pour Nial Mellon dans sa résidence privée au Cap, décrivant le travail accompli par l'Irlande comme "unique" et "très puissant".